# Oft passiert es unverhofft – Einfälle und Reinfälle
Oft passiert es unverhofft – Einfälle und Reinfälle (en alemany: Sovint passa de manera inesperada: idees i caigudes) és un espectacle d'esquetxos de 37 minuts d'Otto Schenk del 1986. És la contrapartida austríaca de la sèrie d'esbossos de l'humorista alemany Loriot. Otto Schenk en els papers principals representa de manera humorística els imprevistos i contratemps, Schenk també apareix davant del teló de fons com a anunciant d'un cafè entre esquetx i esquetx. Va rebre la Rose d'Argent al festival de la televisió de Montreux (Suïssa) de 1986.